# سراج‌الدین وحیدی مهرجردی
سراج‌الدین وحیدی مهرجردی (زادهٔ ۱۳۳۶ در میبد) نمایندهٔ حوزهٔ انتخابیهٔ تفت و میبد در دورهٔ ششم مجلس شورای اسلامی بوده‌است. او نائب‌رئیس کمیسیون بهداشت و درمان مجلس ششم بود که در آخرین سال این دوره به‌عنوان رئیس کمیسیون انتخاب شد.